# Gomphocarpus tenuifolius
Gomphocarpus tenuifolius är en oleanderväxtart som först beskrevs av Nicholas Edward Brown och som fick sitt nu gällande namn av Jean Baptiste François Bulliard. Arten ingår i släktet Gomphocarpus och familjen oleanderväxter. Inga underarter finns listade i Catalogue of Life.